# 고열 (고려)
고열(高烈: 미상~1056년 4월 20일(음력 윤3월 3일))은 흑수 출신의 고려 시대 무신이다.

## 이력
- 생년: 미상.
- 1041년(정종(靖宗) 7): 중대광(重大匡)으로 승진함.[4]
- 1044년(정종 10): 섭병부상서(攝兵部尙書)로 있으면서 변방 성곽 축조에 공을 세워 포상을 받음.[5]
- 1047년(문종 원): 수사공(守司空)·상서좌복야(尙書左僕射)로 임명됨.[6]
- 1056년(문종 10): 4월 20일(음력 윤3월 3일)에 죽음.[1]

## 상훈과 추모
그가 죽자 문종은 사흘 동안 조회를 정지하고 관리들에게 장례식에 참석하도록 했다.

## 참고 자료
- 《고려사》
- 《고려사절요》